# Azadirachta
Genre
Classification phylogénétique
Azadirachta est un genre d'arbres de la famille des Meliaceae. C'est le genre du margousier. Deux espèces sont reconnues, natives de la région Indo-malaise, et A. indica est cultivé et naturalisé en dehors de son aire de distribution originelle. 

## Liste d'espèces
- Azadirachta excelsa (Jack) M.Jacobs
- Azadirachta indica A.Juss. - Margousier